# Untitled (Your Body Is a Battleground)
Pour les articles homonymes, voir Untitled.
Your Body Is a Battleground est un photomontage réalisé par l'artiste américaine Barbara Kruger en 1989. Destinée à servir de tract lors d'un rassemblement en faveur du droit à l'avortement à Washington, cette œuvre de format carré représente le visage en noir et blanc d'une jeune femme visiblement déterminée apparaissant pour moitié en négatif sous une inscription en blanc sur fond rouge : « Your body is a battleground », soit en anglais « Ton corps est un champ de bataille ». The Broad, à Los Angeles, en conserve une sérigraphie sur vinyle.